# Brugnera
Brugnera (Brugnera in veneto ed in dialetto liventino) è un comune italiano di 9 219 abitanti del Friuli-Venezia Giulia situato nella provincia di Pordenone.

## Geografia fisica

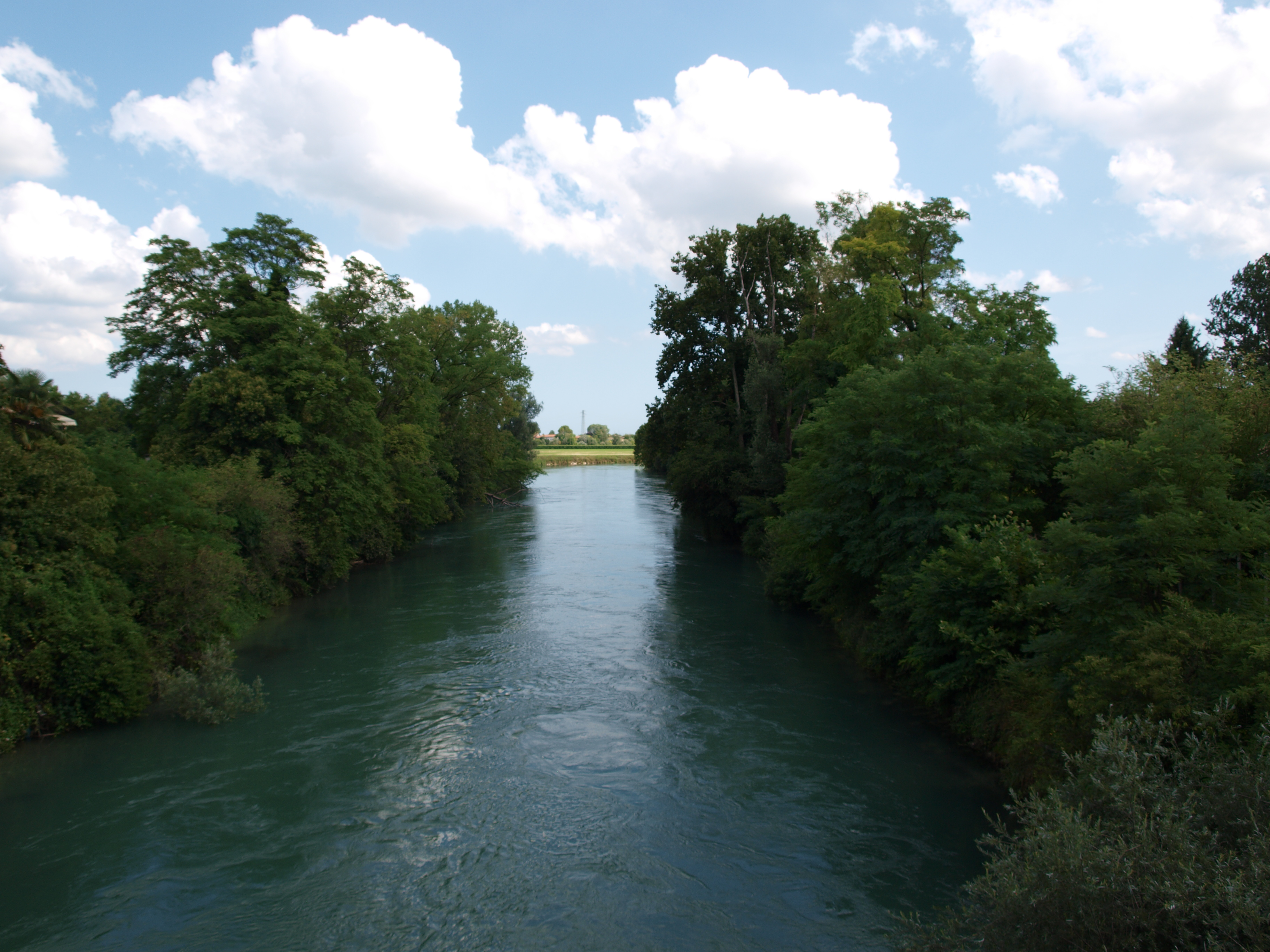
Il Livenza a Brugnera

Il territorio di Brugnera è interamente pianeggiante, con un dislivello complessivo di appena 9 m tra l'altezza massima (Tamai, 21 m s.l.m.) e quella minima (San Cassiano, 12 m s.l.m.).
Dal punto di vista idrografico il comune è attraversato dal fiume Livenza.

## Origini del nome
Il paese è citato per la prima volta nel 1219 come «Brugnara». Deriva dal latino *prunea "prugna" con l'aggiunta del suffisso -āria, il che può indicare sia il prugno, sia un luogo dove abbonda questa pianta.

## Storia
La storia documentata ufficialmente di Brugnera comincia nel medioevo, anche se alcune tracce rimaste nei nomi dei luoghi suggeriscono delle origini più antiche, come per Maron, derivante dal celtico Marra, "palude".
Attorno al 1000 si può collocare la costruzione di un primo castello in prossimità del Livenza, importante via di comunicazione e confine tra il trevigiano e il Friuli Occidentale. Proprietari di queste terre erano i signori di Prata e Porcia, membri del Parlamento della Patria del Friuli, tra le famiglie più importanti dell'epoca. Nel 1214 il feudo viene smembrato in due amministrazioni autonome, una guidata da Prata e l'altra da Porcia; Brugnera finisce con la seconda. Nel 1220 il castello viene distrutto dall'esercito trevigiano, per potersi meglio difendere da allora l'abitato si trova sulla riva destra del Livenza (mentre prima si trovava dalla parte opposta). Nei secoli seguenti la sorte di questo territorio fu la stessa del resto del Friuli, fino al XV secolo, quando venne sottomesso alla Serenissima. I signori di Porcia per evitare la guerra si sottomisero pacificamente nel 1418, ottenendo il permesso di mantenere il controllo del feudo. Il dominio veneziano si concluse nel 1797 con la conquista e successiva cessione dei territori da parte di Napoleone agli austriaci. Brugnera entra in Italia solo dal 1866, al termine della Terza Guerra d'Indipendenza.

### Simboli
Lo stemma e il gonfalone sono stati concessi con decreto del presidente della Repubblica del 2 settembre 1960.
Il gonfalone è un drappo palato di azzurro e di giallo di sei pezzi.

## Monumenti e luoghi d'interesse

### Architetture religiose
- Chiesa dei Santi Giacomo e Nicolò

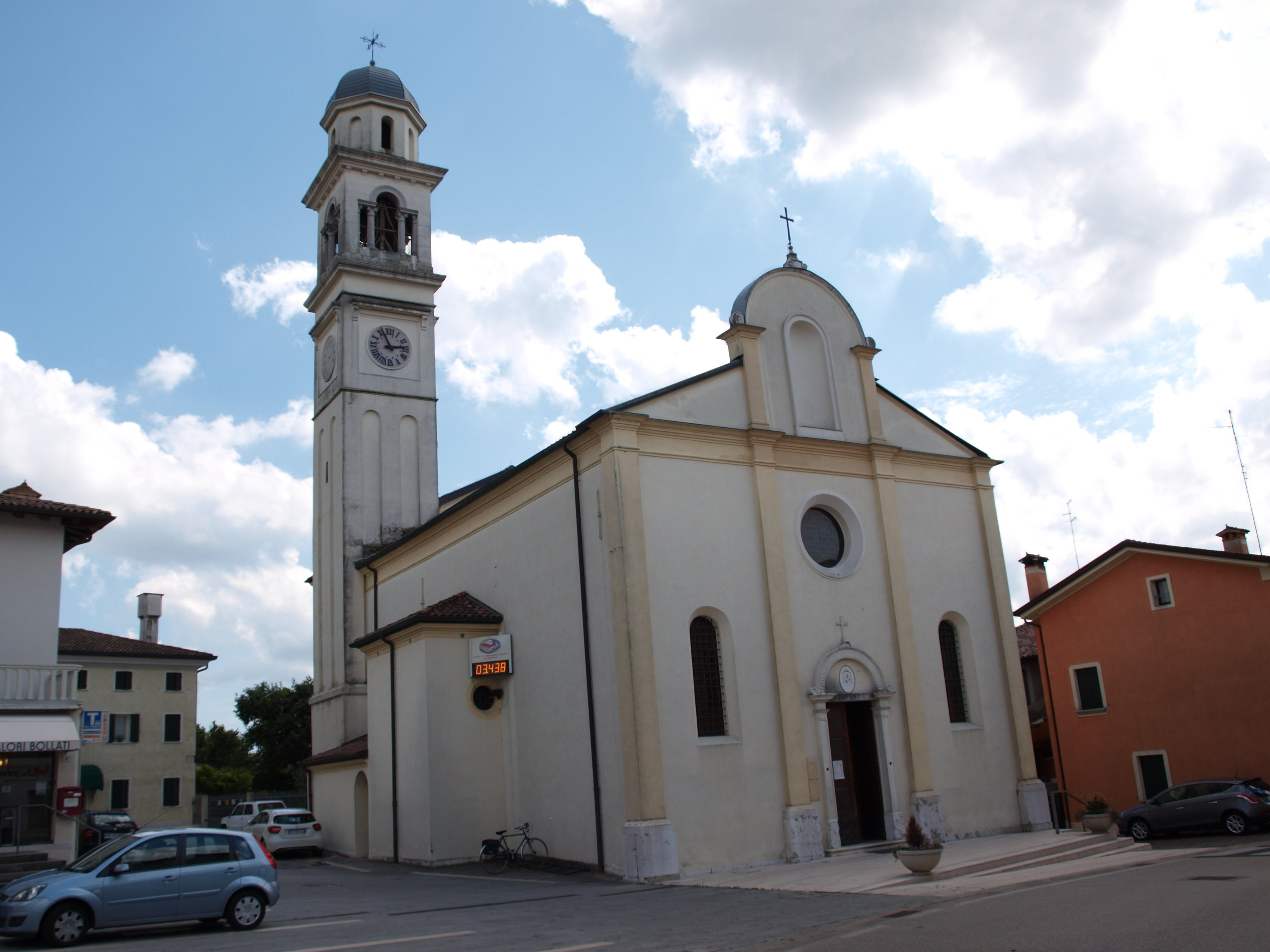
La chiesa dei SS. Giacomo e Nicolò

La chiesa parrocchiale di Brugnera fu costruita antecedentemente al XVI secolo. La prima data certa che riguarda questa chiesa è il 18 maggio 1840, giorno in cui la parrocchialità venne trasferita dalla chiesa di San Giacomo in cimitero a quella di San Nicolò dentro le mura, cioè quella attuale, che fu consacrata nel 1862 ai Santi Giacomo e Nicolò.
- Chiesa di San Michele Arcangelo a Maron: fu costruita nel XVIII secolo sul luogo della precedente e consacrata nel 1857. All'interno della chiesa si trovano il fonte battesimale del 1537, l'altare maggiore, la pala di San Michele, il cui autore è sconosciuto e un dipinto di Teodoro Carniello.[9]
- Chiesa di Santa Margherita a Tamai

### Architetture civili
Nel comune di Brugnera sono presenti due ville venete degne di nota:
- Villa Varda di San Cassiano di Brugnera, risalente al XVII secolo, è caratterizzata da un maestoso parco di circa 18 ettari lungo le rive della Livenza.[10]
- Palazzo dei conti di Porcia, nato nel XVII secolo sui ruderi di un maniero tra i più antichi della provincia di Pordenone, è di proprietà di Ente pubblico territoriale e non visitabile.

Nel cimitero della frazione di Tamai vi è la tomba del generale Federico Morozzo della Rocca, medaglia d'oro ed "eroe del monte Cengio" nella prima guerra mondiale.

## Società

### Evoluzione demografica
Abitanti censiti

### Etnie e minoranze straniere
Al 31 dicembre 2023 gli stranieri residenti nel comune sono 1 203, ovvero l'13,0% della popolazione. Di seguito sono riportati i gruppi più consistenti:
1. Romania, 389
2. Albania, 224
3. India, 166
4. Cina, 93
5. Ucraina, 58
6. Marocco, 32

### Lingue e dialetti
A Brugnera si parla un dialetto veneto. Si tratta di un trevigiano "rustico", detto liventino, comune a tutta la zona che si estende da Conegliano al Piave e fin oltre la Livenza.

## Geografia antropica

### Frazioni

#### Maron
Oggi è la frazione più industriale del comune, con una popolazione di 2 702 abitanti ed un'altitudine di 16 m s.l.m.

#### San Cassiano di Livenza

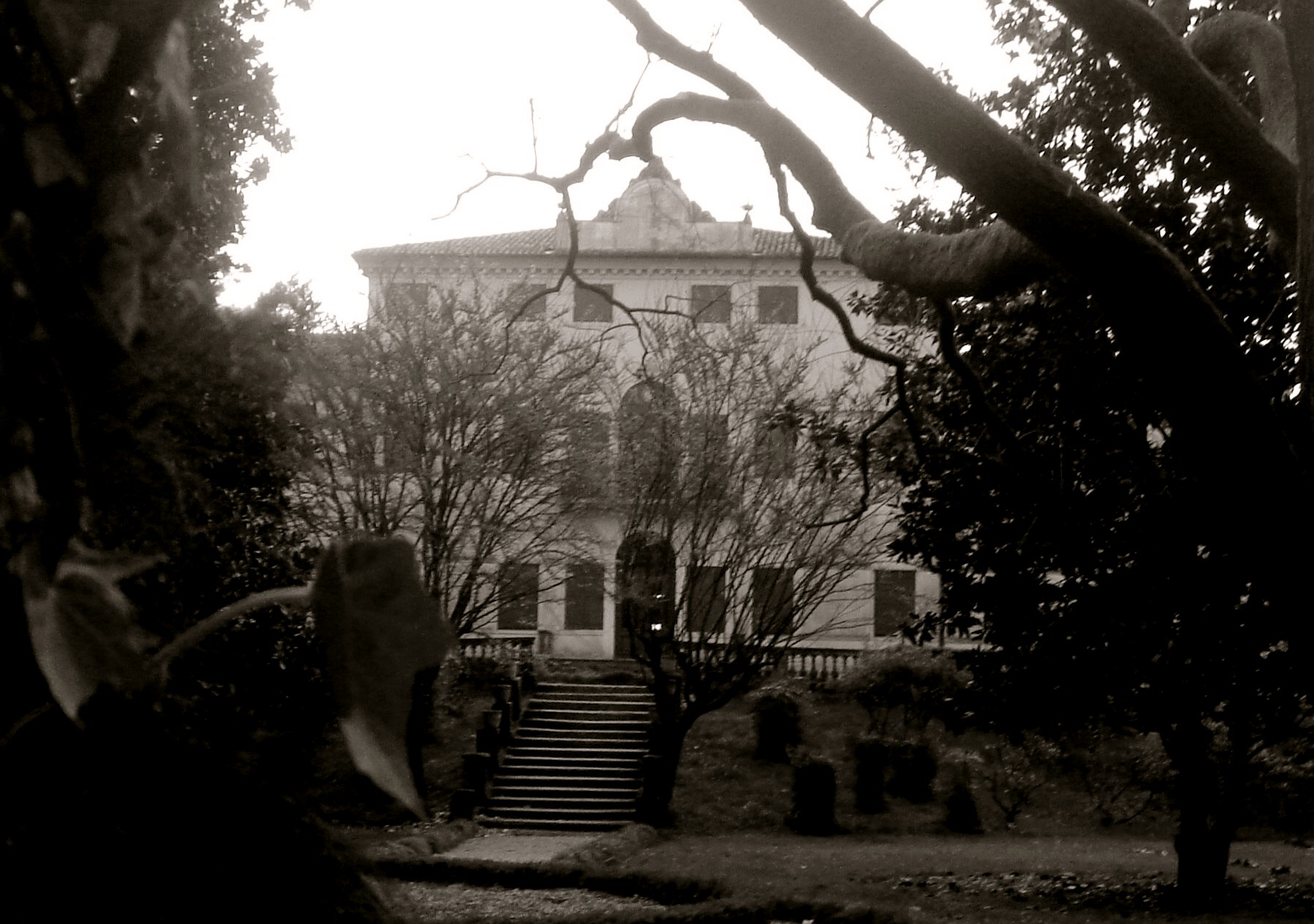
Villa Varda

Frazione meno popolosa del comune (798 abitanti, 12 m s.l.m.) con caratteristiche storicamente agricole. La tradizione è oggi conservata anche dalla locale associazione Festa del Vino che organizza dal 1947 la sagra del suo prodotto agricolo per eccellenza. La manifestazione si tiene ogni anno nel weekend di pasqua ed in quello successivo. L'associazione organizza inoltre una rassegna teatrale amatoriale in autunno.
In questa frazione ha sede una grande area naturale attraversata dal Livenza, con alberi secolari e percorsi pedonali: si tratta del parco di Villa Varda, antica casa padronale.

#### Tamai
La frazione ha una popolazione di 2 538 abitanti ad un'altitudine di 21 m s.l.m. Vi si trova la chiesa di Sant'Anna del XVII secolo ed un'importante società di calcio dilettantistico l'Associazione Sportiva Dilettantistica Polisportiva Tamai.

## Amministrazione
| Periodo          | Periodo                                  | Primo cittadino  | Partito                                          | Carica      | Note                        |
| ---------------- | ---------------------------------------- | ---------------- | ------------------------------------------------ | ----------- | --------------------------- |
| 9 luglio 1985    | 9 luglio 1990                            | Gabriele Verardo | Democrazia Cristiana                             | Sindaco     |                             |
| 9 luglio 1990    | 8 maggio 1995                            | Giorgio Ros      | Democrazia Cristiana - Partito Popolare Italiano | Sindaco     |                             |
| 8 maggio 1995    | 28 giugno 1999                           | Gino Callegher   | Lista per Brugnera                               | Sindaco     |                             |
| 28 giugno 1999   | 14 giugno 2004                           | Ermes Moras      | indipendente                                     | Sindaco     |                             |
| 15 giugno 2004   | 18 febbraio 2008                         | Ermes Moras      | Lista civica                                     | Sindaco     | Dimessosi prima del termine |
| 18 febbraio 2008 | 8 giugno 2009                            | Marco Bazzo      | Lista civica                                     | Vicesindaco |                             |
| 8 giugno 2009    | 26 maggio 2014                           | Ivo Moras        | Lista civica (centrodestra)                      | Sindaco     |                             |
| 26 maggio 2014   | Febbraio 2018 dimessosi per le regionali | Ivo Moras        | Lista civica (centrodestra)                      | Sindaco     |                             |
| 29 Aprile 2018   | 3 aprile 2023                            | Renzo Dolfi      | Lista civica (centrodestra)                      | Sindaco     |                             |
| 3 aprile 2023    | in carica                                | Renzo Dolfi      | Lista civica (centrodestra)                      | Sindaco     |                             |

## Sport

### Calcio
La principale squadra di calcio della città è la Polisportiva Tamai che milita in Eccellenza.

### Atletica leggera
È un importante centro sportivo quello di Brugnera, nel quale si svolgono gli allenamenti del Brugnera Friulintagli.